# Pajarito Zaguri
Alberto Ramón García, más conocido como Pajarito Zaguri (Buenos Aires, 18 de febrero de 1941 - 22 de abril de 2013), fue un cantante y compositor considerado uno de los fundadores del movimiento de rock argentino. Integró varias bandas pioneras del género, entre ellas Los Beatniks, Los Náufragos y La Barra de Chocolate. Como miembro de Los Beatniks coescribió y grabó en 1966 Rebelde/No finjas más, considerada una de las primeras canciones de lo que en Argentina se denomina rock nacional.

## Trayectoria
Sobre la importancia de Pajarito Zaguri en el rock nacional, el poeta e historiador Miguel Grinberg ha escrito:

En el origen hay cuatro nombres: Moris, Javier Martínez, Tanguito y Litto Nebbia. Y un quinto podría ser Pajarito Zaguri... y sería justicia.

### Origen de su apodo
«Pajarito» me lo pusieron en el colegio primario, en el República de la India, entre Serrano y Thames. Como era el primero o el segundo de la fila, empezaron a llamarme «Pajarito». Después, en la época de Villa Gesell, estaba de moda Brigitte Bardot, y yo lo envidiaba a Bob Zaguri, que era el novio de ella. Entonces, todo el mundo me empezó a decir «Pajarito Zaguri» y me quedó.
Pajarito Zaguri

### Comienzos
Pajarito Zaguri dio los primeros pasos en la música junto a su amigo Mauricio Birabent (después conocido como Morís), con quien en 1956 formó el grupo Los Shabaduba.
En 1966 formó con Moris, Javier Martínez, Antonio Pérez Estévez y Jorge Navarro, el grupo Los Beatniks, con el que registró el sencillo Rebelde/No finjas más (compuesto por él y Moris), editado como sencillo por la discográfica multinacional CBS (Columbia Records). Para promocionarlo, la banda buscó notoriedad tocando sobre un camión que recorrió las calles del centro de Buenos Aires (evento registrado en una filmación aficionada), y fotografiándose en una fuente semidesnudos. Las imágenes del paseo y el baño fueron prontamente publicadas en la portada de la revista sensacionalista Así, y la edición fue censurada por la dictadura militar de turno, presidida por el general Juan Carlos Onganía), que las consideró escandalosas. Como consecuencia de ello, los músicos fueron encarcelados durante tres días. A pesar de la repercusión mediática conseguida, el disco no tuvo el éxito esperado y vendió muy pocas copias.
Desde entonces, Pajarito formó parte del puñado de músicos que en Buenos Aires generaron el movimiento de rock argentino cantado en castellano. Ese grupo tuvo su epicentro en el triángulo formado por un pequeño local nocturno llamado La Cueva, el Instituto Di Tella (en calle Florida al 900) y la céntrica Plaza Francia.
Algunos de esos grupos y músicos fueron:
Los Gatos Salvajes (con Litto Nebbia, Ciro Fogliatta y Oscar Moro,
The Seasons (con Carlos Mellino y Alejandro Medina),
Moris Birabent,
Miguel Abuelo,
Daniel Irigoyen,
Tanguito y los periodistas y poetas fundacionales del rock Pipo Lernoud y Miguel Grinberg.

Pajarito Zaguri es una especie de personaje legendario al que nunca le interesó el éxito, pero que jamás se dio por vencido para mantenerse en el tiempo.
O. Marzullo y P. Muñoz

### Carrera musical
Tras la disolución de Los Beatniks, en 1969 integraría Los Náufragos, aunque paralelamente sería parte de La Barra de Chocolate desde 1969 hasta 1970, cuando la banda se disolvió.
Desde 1971, comenzó su carrera como solista hasta 2013, aunque formaría parte de diversas bandas durante las siguientes dos décadas. En 1972, junto a Nacho Smilari (excompañero suyo de La Barra de Chocolate y ex-Vox Dei) formarían Piel de Pueblo, editando solamente un disco ese mismo año para el sello Disc-Jockey.
En 1975, colabora con La Murga como banda soporte, y en 1976 formó una nueva banda, La Blues Banda junto a León Vanella y Conejo Jolivet en guitarras, Néstor Vetere en bajo, Marcelo Pucci como baterista y Ciro Fogliatta en los teclados, Luego forma La Pesada del Blues. Junto a Daniel Tomaselli batería- León Vanella (el blusero)- guitarra-- Daniel Sueldo bajo realizando numerosos conciertos en la perla después de 40 años también numerosas  giras por Uruguay y el interior del país con esta última formación grabó el documental de su vida el rey del rock and roll.
En el año 1993 graba en CD "Y en el 2000 también..." con producción musical de Alejandro Medina, quien también toca el bajo y canta, el legendario León Vanella en guitarra eléctrica rítmica y solos, el no menos legendario guitarrísta de Dulces 16, Pappo's Blues y Patricio Rey y sus Redonditos de Ricota: Conejo Jolivet guitarra eléctrica rítmica y solos, conocidos como la cantante Claudia Puyó en coros; sería el disco más logrado de Pajarito Zaguri.
Desde fines del siglo XX, también estuvo vinculado (de la mano del también músico Lelo Ponce) al grupo de Maldita Ginebra, ciclo de poesía y blusanrol conducido por Héctor Urruspuru que se realiza en el barrio porteño del Abasto.

### Fallecimiento
Se le diagnosticó un cáncer. Falleció a los 72 años, la mañana del 22 de abril de 2013, en su casa en el barrio de Boedo. Al poco tiempo llegarían homenajes y recuerdos al poeta, bohemio y pionero del rock en español.

## Discografía

### Con Los Beatniks
- 1966: Rebelde/No finjas más (simple).

### Con Los Náufragos
- 1969: Otra vez en la vía

### Solista
Como El 4.º Pajarito
- 1969: Navidad espacial/Un diablito en el cielo (simple)

### Con La Barra de Chocolate
- 1969: Hippies y todo el circo/¿Cuál es la forma? (simple)
- 1969: Alza la voz/El gigante (simple)
- 1969: La Barra de Chocolate LP de estudio
- 1969: Vivir en las nubes/El malecón (simple)
- 1970: Voces de la calle/Doña Lucía (simple)

### Solista
Como Pajarito Zaguri
- 1971: Presidente del país/Hombre sin nombre (simple)

### Con Piel de Pueblo
- 1972: Rock de las heridas

### Con Rockal y la Cría
- 1973: Salgan del camino

### Solista
Como Pajarito Zaguri
- 1973 El pampero libertad/Copado y colocado (simple)
- 1976: Pájaro y La Murga del Rock and Roll
- 1984: El Rey criollo del Rock and Roll
- 1994: En el 2000... también
- 2006: El Mago de los Vagos
- 2009: Sexogenario

## Filmografía
- Con Alma y Vida (1970) dir. David José Kohon
- "Chamuyando" (1993) dir. Raúl Perrone
- "El Rey Del Rock and Roll" (2014) dir. Néstor Alejandro Rodríguez Correa
- "El Mago de los Vagos" (2016) dir. Pedro Otero